# アンゴラ (小惑星)
アンゴラ (1712 Angola) は、小惑星帯に位置する小惑星である。
1935年、シリル・ジャクソンが南アフリカ連邦（現在の南アフリカ共和国）のヨハネスブルグで発見した。

## 名称
西南アフリカの国 アンゴラに因む。命名は1980年2月の小惑星回報（MPC 5183）で公表された。
1980年2月の小惑星回報では、1930年代にジャクソンがヨハネスブルクで発見した小惑星のうち16個（共同発見1個を含む）に対して、アフリカの地名に因んだ命名が行われている。アンゴラの首都ルアンダに因む (1431) ルアンダ や、港湾都市ベンゲラに因む (1784) Benguella もこのとき同時に命名された。